# Колчино (село, Калужская область)
Колчино — село в Людиновском районе Калужской области России в составе сельского поселения «Деревня Манино». Расположено на реке Колчинке по соседству с одноимённой деревней Колчино.
«Село ныне Людиновского района Калужской области, в 12 км к западу от города Людиново, в 5 км от границы с Брянской областью. Упоминается с 1620-х годов в составе Хвощенской волости Брянского уезда как деревня, владение Брянского Покровского собора; рядом с ней одновременно упоминается „Колчинский погост“, позднее именуемый селом Колчиным, с приходской Пятницкой церковью. С конца XVIII века в составе Жиздринского уезда; в 1920—1929 в Брянской губернии (с 1922 — в составе Бежицкого уезда). В середине XX века объединены в один населенный пункт.»
Из переписных книг 1678 года: «В Хвощенской же волости… За протопопом соборной церкви Покрова пречистыя Богородицы вотчина: д. Колчина на рч. Мостовке. Всего за ним 6 дв. крестьянских, в них 37 ч. Погост Колчин, на рч. Колчинке. Всего 3 дв. поповых, 5 дв. дьячковых, в них 31 ч.»
По состоянию на 2018 год село Колчино и деревня Колчино указывались в составе сельского поселения «Деревня Манино» как два независимых населенных пункта.

## Население
| 2002 | 2010 |
| ---- | ---- |
| 33   | ↘20  |